# Сабала, Диего
Диего Мартин Сабала Моралес (исп. Diego Martín Zabala Morales; род. 19 сентября 1991, Монтевидео) — уругвайский футболист, вингер клуба «Насьональ».

## Клубная карьера
Сабала — воспитанник столичного клуба «Расинг». 6 февраля 20211 года в матче против «Эль Танке Сислей» он дебютировал в уругвайской Примере. 29 мая в поединке против «Такуарембо» Диего забил свой первый гол за «Расинг». В 2016 году Сабала на правах аренды перешёл в аргентинский «Велес Сарсфилд». 5 марта в матче против «Арсенала» из Саранди он дебютировал в аргентинской Примере. 10 апреля в поединке против «Росарио Сентраль» Диего забил свой первый гол за «Велес Сарсфилд».
Летом 2017 года Сабала перешёл в «Унион Санта-Фе». 29 августа в матче против «Ньюэллс Олд Бойз» он дебютировал за новый клуб. В этом же поединке Диего забил свой первый гол за «Унион Санта-Фе».
Летом 2019 года Сабала подписал контракт с «Росарио Сентраль». 30 июля в матче против «Атлетико Тукуман» он дебютировал за новую команду. 3 августа в поединке против «Тальерес» Диего забил свой первый гол за «Росарио Сентраль». В начале 2022 года Сабала вернулся на родину, подписав контракт с «Насьоналем». 27 февраля в матче против «Пеньяроль» он дебютировал за новую команду. 2 апреля в поединке против «Пласа Колония» Диего забил свой первый гол за «Насьональ». В своём дебютном сезоне игрок стал чемпионом страны.

## Достижения
Клубные
 «Насьональ»
- Победитель уругвайской Примеры — 2022